# Csengey Dénes
Csengey Dénes (Szekszárd, 1953. január 24. – Budapest, 1991. április 8.) magyar író, politikus, a Magyar Demokrata Fórum alapító tagja és országgyűlési képviselője.

## Életpályája
1972-ben a hajózási szakközépiskolát végezte el, Budapesten. Ezután volt autószerelő, gépkocsirakodó, biztosítási ügynök, segédmunkás, képesítés nélküli tanító, üzemi népművelő. 1977–83-ban elvégezte a Debreceni Egyetem magyar–történelem szakát. 1978-tól publikált. 1983-tól szabadfoglalkozású író. A Fiatal Írók József Attila körének titkára lett.
1984-ben családjával Keszthelyre költözött. Egy évvel később részt vett a magyar politikai ellenzék monori találkozóján, majd 1987-ben a lakiteleki találkozó után kilencedmagával részt vett a Magyar Demokrata Fórum megalapításában. 1988–91 között a Hitel szerkesztőségének munkatársa, 1990-től a Magyar Demokrata Fórum országgyűlési képviselője volt.

### Politikai szerepvállalása
A népi ellenzék tagjaként részt vett az 1985-ös monori találkozón, majd az 1987-es lakiteleki találkozón. 1989. március 15-én  a Magyar Televízió székháza előtt tartott szónoklatot a szabad sajtó mellett. Itt mondta a később sokat idézett kijelentését: „Európába, de mindahányan!”. Az ellenzéki tüntetésen jelképesen lefoglalta a Magyar Televíziót. Sokak számára ekkor körvonalazódott először a rendszerváltás programja.
A Lakiteleki nyilatkozat egyik aláírója és az MDF egyik alapítója, 1990-től haláláig a párt országgyűlési képviselője volt.

### Halála

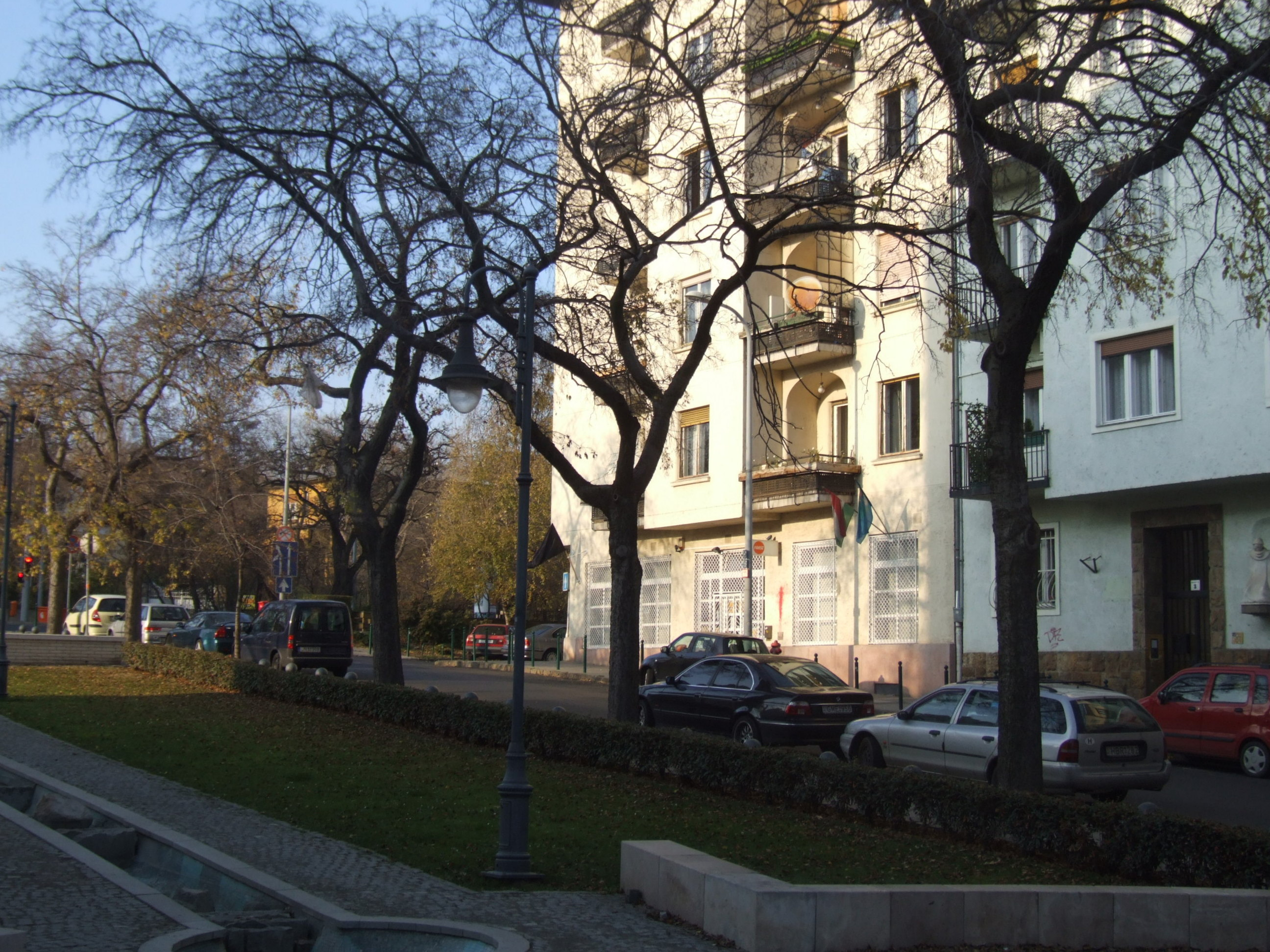
Ebben a házban – a Királyhágó tér és a Németvölgyi út sarkán – töltötte utolsó napjait, óráit

1991. április 8-án a névnapján, otthonában, az orvosi jelentés szerint természetes halállal (szívmegállás), mindössze 38 évesen elhunyt. Szekszárdon, az Alsóvárosi temetőben helyezték nyugalomra.

## Emlékezete
„…ha az antiszemitizmus nagy bűn, mert az, akkor az antiszemitizmussal való alaptalan vádaskodás ugyanakkora bűn, és ugyanolyan ítélet alá kell, hogy essék.”

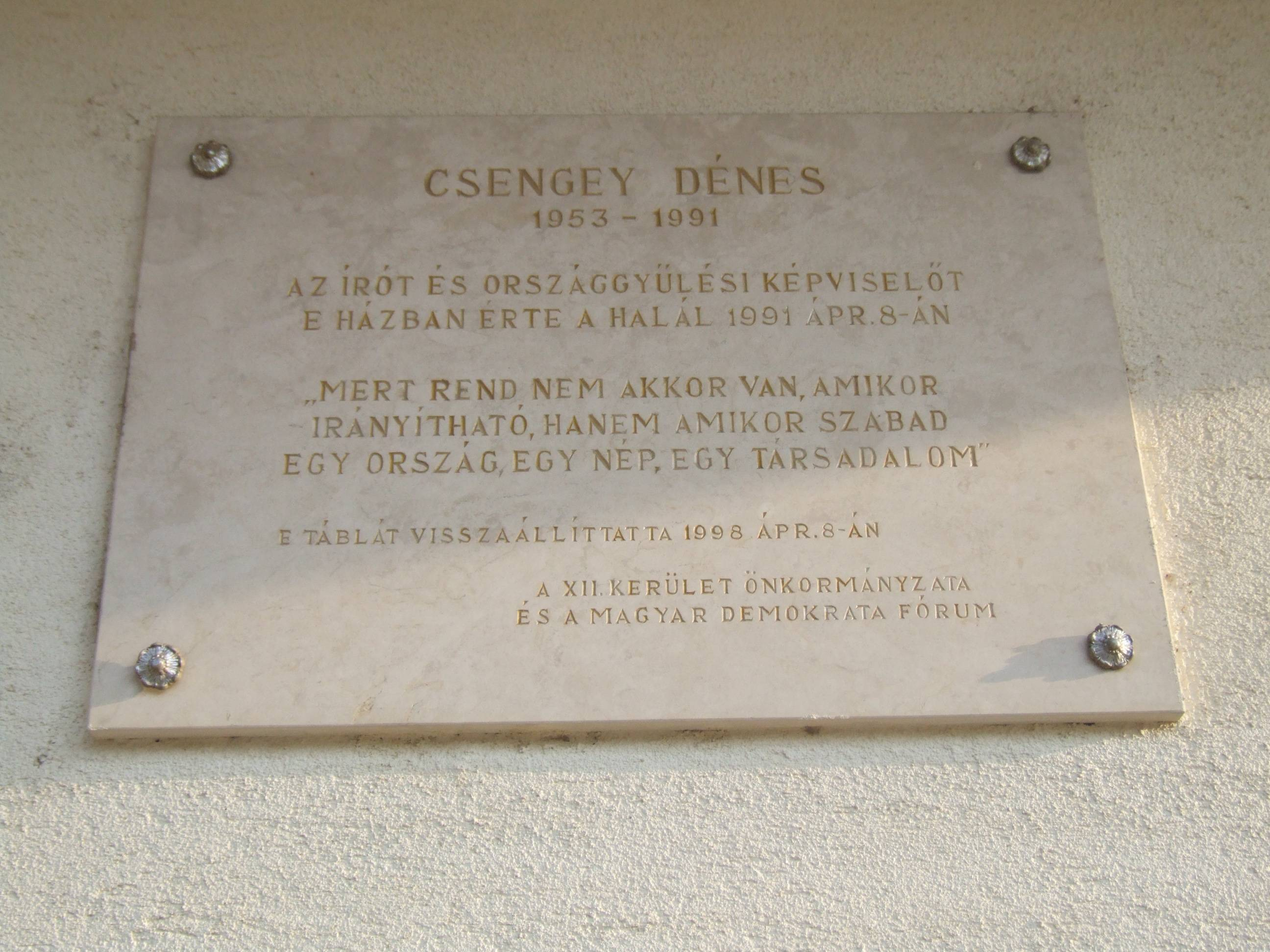
Emléktábla a Németvögyi út 20. számú ház falán

- 1998-tól évente adják át a Csengey Dénes szellemiségét és szociális érzékenységét őrző és megvalósító Kárpát-medencei alkotóknak a Csengey Dénes-díjat.
- Emlékére Nemzetközi Csengey Dénes vers- és prózamondó versenyeket rendeznek évente.
- Csengey Dénes Vándoregyetem, a Lakiteleki Népfőiskola szervezésében
- Csengey Dénes Könyvtár, melyet a Jobbik Magyarországért Mozgalom Oktatási és Kulturális Kabinetje hozott létre Budapesten. A megnyitó beszédet Lezsák Sándor, dr. Kiszely István és Vona Gábor mondta.
- A paksi művelődési központ 2010-ben felvette a nevét.

## Művei
Magas ég, mire jut bomlott agyam?

szememre minő rémálom ül?

Hogy őrzöm meg én már magam

hazámnak rendületlenül?
- "...és mi most itt vagyunk"; Magvető, Bp., 1983 (nemzedéki esszé Cseh Tamásról és Bereményi Gézáról), ISBN 963271878X, cikk
- 1983 A cella (monodráma)[6]
- 1986 Mélyrepülés (zenés tragikomédia Cseh Tamás előadásában; 1988-ban lemezen is megjelent). (esszé)
- 1987 Gyertyafény-keringő, Szépirodalmi Könyvkiadó, Budapest ISBN 9631537129
- 1988 A kétségbeesés méltósága (esszék, tanulmányok), Magvető Kiadó, Budapest, 1988 ISBN 9631412881
- Találkozások az angyallal. Egy történész magánfeljegyzései. Regény; Szépirodalmi, Bp., 1989  ISBN 9631538435
- Mezítlábas szabadság. Esszék, beszédek 1984–1989; Püski, Bp., 1990, ISBN 963-7845-32-1 (a könyvön a hibás 963 3845 32 1 szerepel)
- 1991 Az utolsó nyáron, magyar film, rendező: András Ferenc, forgatókönyvíró: Csengey Dénes, András Ferenc[7]
- Szegényen, szabadon, szeretetben. Válogatás Csengey Dénes írásaiból; vál., szerk. E. Román Kata; Válasz, Bp., 2003, ISBN 9639461148

## Díjai, elismerései
- 1980 Móricz Zsigmond-ösztöndíj
- 1988 A Jövő Irodalmáért
- 1988 Örley-díj
- 1989 József Attila-díj (Cleveland)